# Milan Lasica
Milan Lasica (ur. 3 lutego 1940 w Zwoleniu, zm. 18 lipca 2021 w Bratysławie) – słowacki aktor, dramaturg, komik, piosenkarz i osobowość telewizyjna.

## Biografia
Urodził się w Zwoleniu. Część dzieciństwa spędził w Pliešovcach. Po zdaniu matury w bratysławskim gimnazjum podjął w 1957 r. studia z zakresu dramaturgii i teatrologii w Wyższej Szkole Sztuk Scenicznych (VŠMU) w Bratysławie. Studia ukończył w 1962 r.
Od początku kariery występował z poznanym podczas studiów Júliusem Satinskim.
Jego drugą żoną została Magda Vášáryová.